# كورتيس بوين
كورتيس بوين هو لاعب هوكي الجليد كندي، ولد في 24 مارس 1974 في كينورا في كندا.

## وصلات خارجية
- كورتيس بوين على موقع دوري الهوكي الوطني (الإنجليزية)
- كورتيس بوين على موقع EliteProspects.com (الإنجليزية)
- كورتيس بوين على موقع HockeyDB.com (الإنجليزية)